# Isaac (ca sĩ)
Phạm Lưu Tuấn Tài, thường được biết đến với nghệ danh Isaac (sinh ngày 13 tháng 6 năm 1988), là một nam ca sĩ kiêm diễn viên người Việt Nam. Anh bắt đầu trở nên nổi tiếng khi là cựu thành viên kiêm đội trưởng của nhóm nhạc nam 365daband.

## Tiểu sử
Isaac tên thật là Phạm Lưu Tuấn Tài, sinh ngày 13 tháng 6 năm 1988, sinh ra và lớn lên tại Cần Thơ. Thời đi học, anh từng là lớp phó văn thể mỹ, học giỏi nhất môn tiếng Anh và kém môn văn. Chính vì vậy mà anh không được học sinh giỏi trong ba năm Trung học phổ thông(tại trung học phổ thông Châu Văn Liêm). Isaac đã từng tốt nghiệp thủ khoa, chuyên ngành bác sĩ thú y của Đại học Cần Thơ (theo lời của thành viên Will trong chương trình Chọn ai đây mùa 2 tập 2: Isaac học về đỡ đẻ cho bò và cũng trong chương trình này thành viên S.T Sơn Thạch tiết lộ là Isaac bị ám ảnh nên đi casting làm ca sĩ) . Năm 2007, Isaac dự thi chương trình Vietnam Idol mùa 1 và Isaac đã hát ca khúc Mẹ con đã về nhưng không vượt qua top 60, sau đó lên Thành phố Hồ Chí Minh lập nghiệp.

## Sự nghiệp

### 2010–2016: Hoạt động cùng 365daband
Năm 2010: khi Ngô Thanh Vân thành lập nhóm nhạc 365, cô đã chọn anh làm trưởng nhóm và đặt tên nghệ danh là Isaac. Anh cùng với nhóm 365 ra mắt trước công chúng trong ca khúc "Awakening" vào ngày 16 tháng 12 năm 2010.
Năm 2011: nhóm 365 ra mắt 2 Mini album online Valentine 2011, Baby Don't Cry và album đầu tay The Love Box. Ngày 14 tháng 1, Isaac làm VJ cho chương trình We10 - Bảng xếp ca khúc quốc tế. Ngày 30 tháng 9, Isaac được chọn làm VJ đi phỏng vấn nhóm nhạc Westlife tại Sân bay quốc tế Nội Bài (Hà Nội) cho chương trình Zoom. Tháng 12, nhóm 365 tổ chức liveshow đầu tiên tại Nhà thi đấu Nguyễn Du. Isaac có viết lời bài hát R.E.D (nhạc của Only C) cho nữ ca sĩ cùng công ty VAA MiA
Năm 2012: nhóm 365 ra mắt 2 Mmini album Tình Yêu Đến và The Invasion. Isaac cũng làm diễn viên trong phim Gia sư nữ quái.
Năm 2013, nhóm ra album Follow Me. Tháng 7 năm 2013, Isaac tham dự cuộc thi IMTA tại Thành phố New York, một cuộc thi tìm kiếm tài năng âm nhạc và người mẫu trên khắp thế giới và đạt được giải nhì. Tháng 7 năm 2015, anh tung MV đầu tay, Mr. Right (Khi anh yêu em).
Năm 2014: tháng 1, nhóm tổ chức Liveshow kỷ niệm 3 năm ca hát. Nhóm 365 tham dự HEC K-pop Festival, một ngày hội văn hóa Hàn Quốc tại Việt Nam, thành viên Isaac được chọn làm MC với thành viên HyoYeon (SNSD). Tháng 5, nhóm 365 tham gia liveshow Tôi tỏa sáng với Hoàng Thùy Linh. Đây lại là một liveshow cực kỳ thành công trong sự nghiệp ca hát của nhóm, nhóm đã thể hiện một khả năng hát live và vũ đạo xuyên suốt chương trình dài hơn 2 tiếng. Ngày 23/6, Isaac tham gia làm VJ khách mời trong chương trình Radio 88.8 (thành viên Will vắng mặt còn Yumi Dương thì xuất hiện đoạn đầu chương trình) cùng với Võ Ngọc Trai và khách mòi đặc biệt là Ngọc Thảo.
Năm 2015: nhóm 365 ra mắt Album It's 365. Isaac tham dự The Remix - Hòa âm ánh sáng với tư cách ca sĩ solo, sau đó anh đạt được giải ba, đánh dấu một bước ngoặt mới trong sự nghiệp của anh chàng. Tháng 7 cùng năm, Isaac tung Album solo đầu tay "Mr. Right". Một bài hát thể hiện sự lịch lãm và dòng nhạc cực kỳ bắt tai, cực kỳ chất do Hoàng Touliver sản xuất. sau tập của ngày 10 tháng 7, Isaac chính thức chia tay với chương trình gần 5 năm là We10 - Bảng xếp ca khúc quốc tế để tập trung lo cho 365 và các dự án solo sắp tới.
Năm 2016: Isaac tham gia vào ban giám khảo chương trình Vietnam Idol Kids – Thần tượng âm nhạc nhí. Tháng 3 năm 2016, nhóm 365 ra mắt quyển sách "365- Những người lạ quen thuộc" do thành viên Jun Phạm chấp bút. Cuối tháng 7/2016, nhóm 365 tổ chức liveshow The Impact - Những ngôi sao mới, đây cũng là liveshow cuối cùng của nhóm 365. Isaac cũng đóng vai chính Thái tử trong phim điện ảnh Tấm Cám: Chuyện chưa kể.

### 2016–nay: Sự nghiệp cá nhân
Cuối năm 2016, Isaac ra mắt MV đầu tiên khi hoạt động solo – Get Down.
Năm 2017: tháng 4 năm 2017, Isaac ra mắt MV Anh sẽ về sớm thôi với Hà Trúc vào vai vợ anh. Về sau, MV đã được các fan ủng hộ và được giới chuyên môn đánh giá cao về chất lượng. Năm 2017, Isaac tiếp tục làm ban giám khảo chương trình Vietnam Idol Kids – Thần tượng âm nhạc nhí.
Năm 2018, nam ca sĩ cho ra mắt MV ngôn tình Tôi đã quên thật rồi. MV lấy bối cảnh ở Đài Loan và kể về một câu chuyện buồn của chàng trai đã không thể ở bên cạnh người mình yêu. Bên cạnh sự thành công của ca khúc này, Isaac đã cho ra một phiên bản truyện tranh manga ngắn 20 trang để giúp khán giả hiểu rõ thêm về nội dung của MV. Tháng 9 năm 2018, Isaac chính thức cho ra một sản phẩm chất lượng với nhiều khung cảnh lãng mạn, Giá ngày đầu đừng nói thương nhau. Một lần nữa với sự kết hợp của Isaac và nữ chính Hà Trúc đã mang tới những khoảnh khắc sâu lắng và xót xa của cặp đôi. Isaac còn tham gia vai chính trong hai bộ phim điện ảnh: Song Lang, Mùa viết tình ca.
Tháng 7 năm 2019, Isaac ra mắt MV "Đau Đầu" với sự tham gia của bạn diễn: Phát La, Hoàng Phi, The Twins, Khánh Linh. Isaac đóng vai Lâm trong phim điện ảnh Anh trai yêu quái. Đây là vai diễn thử thách Isaac vì Lâm là vận động viên Judo và bị khiếm thị. Tháng 12, Isaac cho ra mắt OST Phim Anh Trai Yêu Quái mang tên Anh Em Ta Là Cái Gì Nào?
Năm 2020, Isaac phát hành MV cổ trang Cất Em Vào Tâm Tư với sự góp mặt của diễn viên Jun Vũ. Isaac hóa thân vào vai Cửu vỹ hồ, sống ngàn năm vì chờ đợi tình yêu với Jun Vũ. Cửu vỹ hồ sau 1000 năm đã trở thành một giáo sư đại học, và vô tình gặp lại người tình của mình năm xưa nhưng sau cùng bi kịch tình yêu giữa người và yêu lại tiếp diễn. Vì muốn bảo vệ cô gái, Cửu vỹ hồ chọn cách hy sinh, lấy ngọc hồ ly cứu cô gái và vĩnh viễn tan biến.
Năm 2021, anh hội ngộ thành viên cũ trong nhóm 365 là Jun Phạm khi anh tham gia chương trình Running man Vietnam (mùa 2) (Chơi là chạy) với vai trò khách mời còn đồng đội cũ là thành viên chính
Năm 2022, anh làm thành viên chính khi tham gia chương trình Biển của hy vọng cùng với Hòa Minzy, Tiên Cookie, Đức Phúc, Quân A.P, Chế Nguyễn Quỳnh Châu.
Năm 2024, anh tham gia chương trình Anh Trai "Say Hi" và xuất sắc lọt vào Top 5 người chiến thắng của chương trình.

## Đời tư
Isaac chia sẻ đã từng có người yêu, nhưng mối tình này chỉ kéo dài 2 tuần do sau khi tốt nghiệp đại học anh vào Thành phố Hồ Chí Minh để casting làm ca sĩ và tham gia nhóm 365.

## Danh sách đĩa nhạc

### Album nhạc phim
| Tựa đề                                          | Thông tin album                        |
| ----------------------------------------------- | -------------------------------------- |
| Song lang: Tuyển tập nhạc phim                  | - Phát hành: 2018 - Định dạng: Nhạc số |
| Mùa viết tình ca (Season For Love Songs) OST    | - Phát hành: 2018 - Định dạng: Nhạc số |
| Giao Lộ 8675: Xa Em Vài Hôm (Hợp tác với Đạt G) | - Phát hành: 2023 - Định dạng: Nhạc số |

### Đĩa đơn
| Tựa đề                                               | Năm  | Album |
| ---------------------------------------------------- | ---- | ----- |
| "Tắt đèn" (hợp tác với Only C)                       | 2015 | Không |
| "Yêu không nghỉ phép" (hợp tác với Only C)           | 2015 | Không |
| "Mr. Right (Khi anh yêu em)"                         | 2015 | Không |
| "Get down"                                           | 2016 | Không |
| "Anh sẽ về sớm thôi"                                 | 2017 | Không |
| "Bước chân cổ tích" (hợp tác với Gia Khiêm & Bảo An) | 2017 | Không |
| "Ta đã yêu chưa vậy" (hợp tác với BigDaddy)          | 2017 | Không |
| "Do em quá tệ" (hợp tác với Lou Hoàng)               | 2017 | Không |
| "Tôi đã quên thật rồi"                               | 2018 | Không |
| "Giá ngày đầu đừng nói thương nhau"                  | 2018 | Không |
| "Đau đầu"                                            | 2019 | Không |
| "Anh em ta là cái gì nào" (hợp tác với BAD.BZ)       | 2019 | Không |
| "Ngồi Yên Anh Sang Ngay"                             | 2022 | Không |
| "Vượt Qua Everest"                                   | 2022 | Không |
| "Gọi Cho Anh (1AM Version)"                          | 2024 | Không |

## Bài hát được phát hành
- 2 giờ chiều (ft. Lou Hoàng)
- Anh em ta là cái gì nào (OST Anh trai yêu quái) (ft. BAD.BZ)
- Anh sẽ về sớm thôi
- Bay trên niềm mơ ước (OST Gia sư nữ quái) (ft. Trấn Thành)
- Bắc kim thang (The Remix 2015)
- Bước chân cổ tích (ft. bé Gia Khiêm & bé bảo An)
- Bước ra ánh sáng (Tiger Remix 2022)
- Cá cắn câu (ft. Mlee)
- Cất em vào tâm tư
- Chuyện buồn tháng 3
- Do em quá tệ (ft. Lou Hoàng)
- Don't care (ft. Gin Tuấn Kiệt, Vũ Thịnh, Negav, Quang Hùng MasterD, Nanon Korapat)
- Đau đầu
- Giá ngày đầu đừng nói thương nhau
- Gọi cho anh
- Hít drama (ft. Anh Tú, Đỗ Phú Quí, WEAN)
- Hướng về ánh mặt trời (ft. Bùi Lan Hương, Dương Edward, Yến Lê)
- I.C.O.N (ft. HIEUTHUHAI, Negav, Đức Phúc, Ali Hoàng Dương, Quang Hùng MasterD, Lou Hoàng, WEAN, Pháp Kiều, Quân A.P, Gin Tuấn Kiệt, Công Dương, Hải Đăng Doo, Vũ Thịnh, Nicky)
- Khát vọng tân sinh viên (Khát vọng sinh viên) (OST Gia sư nữ quái) (ft. Trấn Thành)
- Khung trời ngày xưa (ft. Hòa Minzy)
- Ký túc xá 10 sao (OST Gia sư nữ quái) (ft. Trấn Thành)
- Kim phút kim giờ (ft. HURRYKNG, Pháp Kiều, Negav, HIEUTHUHAI)
- LK Khai xuân đón lộc (Vui như Tết - Những ngày xuân rực rỡ) (ft. Đông Nhi)
- Lối thoát (OST Mùa viết tình ca) (ft. Hoàng Phi)
- Lỗi định mệnh (OST Ngày nảy ngày nay)
- Mr. Right (Khi anh yêu em)
- Mùa viết tình ca (OST Mùa viết tình ca)
- Mùa viết tình ca (OST Mùa viết tình ca) (ft. Phan Ngân)
- Nam ai (Lớp mái) (OST Song lang)
- Nàng thơ (OST Mùa viết tình ca) (ft. Suni Hạ Linh, Kim Ngân, Minh Trí, Cadilac)
- Ngạo nghễ (ft. RHYDER, Anh Tú Atus, HURRYKNG)
- Ngân nga (ft. HURRYKNG, Negav, Gin Tuấn Kiệt, Vũ Thảo My)
- Ngồi yên anh sang ngay (Thế là mết em rồi) (R&B version) (với Anh Tú Atus)
- Rap tiền nhà (OST Gia sư nữ quái) (ft. Trấn Thành)
- Sương chiều (OST Song lang) (ft. Tú Quyên)
- Ta đã yêu chưa vậy (ft. BigDaddy)
- Ta là ý nghĩa của đời nhau (OST Gia sư nữ quái) (ft. Bảo Thy)
- Thương về đất mũi (OST Song lang)
- Tôi đã quên thật rồi
- Trường tương tư (OST Song lang)
- Vào hạ (OST Mùa viết tình ca) (ft. Phan Ngân, Hoàng Phi, Puka, Trà Ngọc, Tống Yến Nhi, Cadilac)
- Vọng cổ: Lý bông dừa (OST Song lang) (ft. Tú Quyên)
- Vượt qua Everest
- Xàng xê (OST Song lang) (ft. Tiến Phước)
- WALK (ft. HURRYKNG, Pháp Kiều, Negav, HIEUTHUHAI)

## MV
- "Yêu không nghỉ phép (Perché tiamo)" (với Only C)
- "Nhà là nơi..." (với Mỹ Linh, Hoàng Bách, Cẩm Ly)
- "Mr. Right (Khi anh yêu em)"
- "Mr. Right (Khi anh yêu em) (Dance version)"
- "Get down"
- "LK Khai xuân đón lộc (Vui như Tết - Những ngày xuân rực rỡ)" (với Đông Nhi)
- "Anh sẽ về sớm thôi"
- "Bước chân cổ tích" (với bé Bảo An)
- "Ta đã yêu chưa vậy" (với Big Daddy)
- "Tôi đã quên thật rồi"
- "Mùa viết tình ca" (với Phan Ngân) (OST Mùa viết tình ca)
- "Giá ngày đầu đừng nói thương nhau"
- "Đau đầu"
- "Anh em ta là cái gì nào" (OST Anh trai yêu quái)
- "2 giờ chiều" (với Lou Hoàng, Only C)
- "Cất em vào tâm tư"
- "Cá cắn câu" (với Mlee)
- "Hãy tỏa sáng (Let's shine)" (SEA Games 31) (với Tùng Dương, Hồ Ngọc Hà, Văn Mai Hương, Đen Vâu)
- "Phải chi lúc trước anh sai"
- "Day dứt nỗi đau"
- "Một bước yêu, vạn dặm đau"
- "2 giờ chiều bật tích cực"
- "Summer love" (với Top 37 thí sinh tham gia vòng chung kết Hoa hậu Thế giới Việt Nam 2022)
- "Ngồi yên anh sang ngay (Thế là mết em rồi)"
- "Ngồi yên anh sang ngay (Thế là mết em rồi) (Dance version)"
- "Ngồi yên anh sang ngay (Thế là mết em rồi) (RNB version)" (với Bùi Anh Tú)
- "Vượt qua Everest"
- "Chuyện tình thảo nguyên" (với Bích Phương, Trường Giang, Negav, Lê Dương Bảo Lâm)

## Lyrics video
- "Lỗi định mệnh" (OST Ngày nảy ngày nay)
- "Do em quá tệ" (với Lou Hoàng)
- "Đau đầu"
- "Chuyện buồn tháng ba"
- "Giá ngày đầu đừng nói thương nhau"
- "Gọi Cho Anh (1AM Version)"

## Diễn xuất trong MV
- Let's go party (Tronie Ngô, Will, Addy Trần)
- Nếu như không thể nói nếu như (Will)
- Vì ai vì anh (Đông Nhi)
- See tình (Hoàng Thùy Linh)

## Danh sách phim
| Tựa phim                      | Năm  | Vai diễn                   | Ghi chú                                                    |
| ----------------------------- | ---- | -------------------------- | ---------------------------------------------------------- |
| Gia sư nữ quái                | 2012 | Lưu Hùng Minh              |                                                            |
| Cuộc phiêu lưu của nhà Croods | 2013 | Guy                        | Lồng tiếng Việt                                            |
| Tấm Cám: Chuyện chưa kể       | 2016 | Thái tử Hiếu Long          |                                                            |
| Quỷ lùn tinh nghịch           | 2016 | Branch                     | Lồng tiếng Việt                                            |
| Star story - Isaac            | 2017 | Ca sĩ Isaac                | Phim ngắn (quảng cáo bánh snack O'Star)                    |
| Khổ vì đẹp                    | 2017 | Thiên hà đệ nhất Nam Vương | Phim ngắn (quảng cáo điện thoại di động Galaxy J7 Prime)   |
| Song lang                     | 2018 | Linh Phụng                 |                                                            |
| Mùa viết tình ca              | 2018 | Bảo Trung                  |                                                            |
| Anh trai yêu quái             | 2019 | Hoàng Lâm                  |                                                            |
| Vũ khí tối thượng             | 2020 | Agent R                    | Phim ngắn (quảng cáo điện thoại di động realme 6 và 6 Pro) |
| Giao lộ 8675                  | 2023 | Leon                       |                                                            |

## Chương trình truyền hình
| Năm       | Tên chương trình                         | Vai trò                | Kênh  | Ghi Chú |
| --------- | ---------------------------------------- | ---------------------- | ----- | --- |
| 2007      | Thần tượng âm nhạc Việt Nam              | thí sinh               | HTV7  | bị loại |
| 2011      | WE10 - Bảng xếp hạng âm nhạc quốc tế     | VJ                     | YanTV | Một tập Isaac dẫn cùng với thành viên chung nhóm 365 là Will trong dịp Giáng Sinh |
| 2011      | Zoom                                     | VJ                     | YanTV | phỏng vấn nhóm nhạc Westlife tại Sân bay quốc tế Nội Bài (Hà Nội) |
| 2011      | Leo&U                                    | khách mời              | YanTV | cùng với 4 thành viên trong nhóm 365 và Ngô Thanh Vân |
| 2012      | Đọ sức âm nhạc                           | người chơi             | HTV7  | cùng với Tronie Ngô (lúc này Tronie Ngô chưa rời nhóm) |
| 2012      | WE10 - Bảng xếp hạng âm nhạc quốc tế     | VJ                     | YanTV | Một tập có sự xuất hiện của 4 thành viên còn lại để chúc mừng Giáng Sinh khán giả bằng câu hát trong "We wish you a merry Christmas" |
| 2012      | Revive fun bike - Hành trình vui nhộn    | khách mời              | YanTV | cùng với 4 thành viên trong nhóm 365 |
| 2013      | Yan Vpop 20 - Bảng xếp hạng ca khúc Việt | khách mời              | YanTV | cùng với 4 thành viên trong nhóm 365 được Thiên Trang phỏng vấn và hát ca khúc "Nơi anh không thuộc về" phiên bản Acoustic |
| 2013      | Revive fun bike - Hành trình vui nhộn    | khách mời              | YanTV | |
| 2013      | WE10 - Bảng xếp hạng âm nhạc quốc tế     | VJ                     | YanTV | Will xuất hiện hai lần cùng bạn cùng nhóm 365 là Isaac (xuất hiện làm kẻ bí ẩn để đặt thử thách cho Isaac, lộ diện vào cuối chương trình và một lần làm VJ cùng Isaac. Ngoài ra còn làm VJ cùng với Bảo Anh, Miu Lê, Gil Lê (được chọn làm VJ chính thức), Khổng Tú Quỳnh                   |
| 2013      | Ngẫu hứng âm nhạc                        | ca sĩ                  | YanTV | cùng với 4 thành viên trong nhóm 365 hát ca khúc "Ai đó đêm nay (Get on the floor)" |
| 2013      | Ước mơ cùng Yan                          | khách mời              | YanTV | chúc mừng sinh nhật em gái của một fan nữ tên Thúy Hằng cùng với 4 thành viên trong nhóm 365 |
| 2013      | Thử tài thách trí                        | người chơi             | HTV7  | cùng với 4 thành viên trong nhóm 365 hát ca khúc "Sài Gòn here we come", tham gia chơi chính cùng với sự hỗ trợ của thành viên Jun Phạm |
| 2013      | Vì bạn xứng đáng                         | người chơi             | HTV7  | hỗ trợ cho bạn học sinh giỏi nghèo Nguyễn Minh Trí khi sinh ra không có hai cánh tay |
| 2013      | Đọ sức âm nhạc                           | người chơi             | HTV7  | cùng với 3 thành viên còn lại trong nhóm 365 |
| 2014      | Người bí ẩn                              | người chơi ở đội khách | HTV7  | cùng với Miu Lê |
| 2014      | Gương mặt kế tiếp                        | ca sĩ                  | YanTV | cùng với 3 thành viên còn lại trong nhóm 365 trình bày ca khúc "Anh sợ mất em" |
| 2014      | WE10 - Bảng xếp hạng âm nhạc quốc tế     | VJ                     | YanTV | dẫn cùng với Gil Lê |
| 2014      | Chuyện của Tết                           | khách mời              | YanTV | cùng với 3 thành viên trong nhóm 365 và Gil Lê trong phần 2 của chương trình |
| 2014      | Radio 88.8                               | VJ khách mời           | YanTV | cùng với Võ Ngọc Trai và Yumi Dương |
| 2015      | Yan Vpop 20 - Bảng xếp hạng ca khúc Việt | khách mời              | YanTV | cùng với 3 thành viên trong nhóm 365 được Đàm Phương Linh phỏng vấn |
| 2015      | WE10 - Bảng xếp hạng âm nhạc quốc tế     | VJ                     | YanTV | dẫn cùng với Gil Lê nhưng sau đó Gil Lê chia tay với chương trình và lần lượt dẫn cùng với Vũ Cát Tường, Diệu Nhi, Mlee (được chọn thay thế chính thức cho Gil Lê), Tóc Tiên, Sơn Lâm, Phạm Hồng Phước. 10 tháng 7 năm 2015 thì Isaac dẫn lần cuối và chính thức chia tay với chương trình. |
| 2015      | BFF - Sát cánh cùng thần tượng           | khách mời              | YanTV | cùng với 3 thành viên trong nhóm 365 |
| 2015      | Hòa âm ánh sáng                          | thí sinh               | VTV3  | đoạt giải bạc cùng với nhạc sĩ Only C, DJ Gin |
| 2015      | Người bí ẩn                              | người chơi ở đội khách | HTV7  | cùng với Tóc Tiên |
| 2015      | Thời trang và nhân vật                   | khách mời              | HTV7  | cùng với 3 thành viên trong nhóm 365 |
| 2016-2017 | Thần tượng âm nhạc nhí                   | giám khảo              | VTV3  | cùng với Tóc Tiên, Văn Mai Hương, Bích Phương |
| 2017      | Phiên bản hoàn hảo                       | giám khảo khách mời    | HTV7  | tập 10 |
| 2018      | Giọng ải giọng ai                        | khách mời              | HTV7  | chung đội với Trấn Thành, Hải Triều |
| 2021      | Nhà vô địch                              | khách mời              | VTV3  | cùng với Đông Nhi |
| 2021      | Running Man Vietnam - Chơi là chạy       | khách mời              | HTV7  | chung đội với Ninh Dương Lan Ngọc, Liên Bỉnh Phát |
| 2022      | Hoa hậu Thế giới Việt Nam                | Ca sĩ khách mời        | VTV2  | Biểu diễn trong đêm chung khảo toàn quốc |
| 2022      | Cuộc hẹn cuối tuần                       | Khách mời              | VTV3  | Tập 7 (13/8) |
| 2022      | Biển của hy vọng                         | Thành viên chính       | HTV7  | làm ca sĩ kiêm bartender (tại chặng Quảng Nam (từ tập 1-8)) |
| 2023      | 2 ngày 1 đêm: Holiday season             | người chơi khách mời   | HTV7  | tập 27-29 |
| 2023      | Hành trình rực rỡ                        | thành viên chính       | VTV3  | |
| 2024      | Anh trai "say hi"                        | thành viên chính       | HTV2  | Đạt Top 5 "Best 5" |
| 2024      | 2 ngày 1 đêm                             | Khách mời              | HTV7  | Tập 60 |

## Giải thưởng và đề cử

### Quốc tế
| Giải thưởng                                            | Năm  | Hạng mục              | Tác phẩm đề cử          | Kết quả   | Chú thích |
| ------------------------------------------------------ | ---- | --------------------- | ----------------------- | --------- | --------- |
| Asia Star Awards tại Busan International Film Festival | 2016 | Ngôi sao mới châu Á   | Tấm Cám: Chuyện chưa kể | Đoạt giải | [ 13 ]    |
| Asean International Film Festival & Awards             | 2019 | Best Supporting Actor | Song lang               | Đề cử     | [ 14 ]    |

### Việt Nam
| Giải thưởng                   | Năm  | Hạng mục                                        | Tác phẩm đề cử          | Kết quả   | Chú thích     |
| ----------------------------- | ---- | ----------------------------------------------- | ----------------------- | --------- | ------------- |
| Giải thưởng truyền hình HTV   | 2016 | Nam ca sĩ được yêu thích nhất                   | —                       | Đề cử     |               |
| Giải thưởng Âm nhạc Cống hiến | 2016 | Nghệ sĩ mới của năm                             | —                       | Đề cử     | [ 15 ]        |
| Giải Mai Vàng                 | 2016 | Nam ca sĩ nhạc nhẹ                              | Yêu không nghỉ phép     | Đề cử     | [ 16 ]        |
| Giải Mai Vàng                 | 2016 | Nam diễn viên điện ảnh - phim truyền hình       | Tấm Cám: Chuyện chưa kể | Đề cử     | [ 16 ]        |
| Giải Mai Vàng                 | 2017 | Nam ca sĩ nhạc nhẹ                              | Ta đã yêu chưa vậy      | Đề cử     | [ 17 ]        |
| Làn Sóng Xanh                 | 2016 | Top 5 ca sĩ được yêu thích - Bảng Top Hit       | —                       | Đoạt giải | [ 14 ]        |
| Làn Sóng Xanh                 | 2018 | Nam ca sĩ của năm                               | —                       | Đề cử     | [ 15 ] [ 18 ] |
| Làn Sóng Xanh                 | 2018 | Top 10 ca sĩ được yêu thích nhất                | —                       | Đoạt giải | [ 15 ] [ 18 ] |
| Giải thưởng Ngôi Sao Xanh     | 2018 | Nam diễn viên điện ảnh xuất sắc nhất            | Song lang               | Đề cử     | [ 18 ]        |
| Giải thưởng Ngôi Sao Xanh     | 2020 | Nam diễn viên phụ xuất sắc nhất phim điện ảnh   | Anh trai yêu quái       | Đoạt giải | [ 19 ]        |
| Cánh Diều Vàng                | 2019 | Nam diễn viên phụ xuất sắc phim truyện điện ảnh | Anh trai yêu quái       | Đoạt giải | [ 17 ]        |
| Liên hoan phim Việt Nam       | 2019 | Nam diễn viên phụ xuất sắc phim truyện điện ảnh | Song lang               | Đoạt giải | [ 16 ] [ 20 ] |